# David Schlachtenhaufen
David Schlachtenhaufen (Des Moines, 23 maggio 1984) è un attore statunitense.

## Filmografia parziale

### Film
- The Den (2013)
- Carrier (2011)
- Sal, regia di James Franco (2011)
- Loose Cannons: The Movie (2008)

### Serie Televisive
- When Aliens Attack (2011)